# Burg Zwirkenberg
Der Burg Zwirkenberg ist eine abgegangene Turmburg in Zwirkenberg in der Gemeinde Gestratz im bayerisch-schwäbischen Landkreis Lindau (Bodensee).

## Geschichte
Zwirkenberg wurde erstmals im Jahr 1218 als Zwirgenberg erwähnt. Der Name leitet sich vom mittelhochdeutschen Wort zwerch ab, was schräg oder auf eine Seite gerichtet bedeutet. Es wird angenommen, dass die Herren von Zwirkenberg ursprünglich auf einem am nördlichen Ende der Ortsbebauung von Altenburg gelegenen Burg (Burgstall Altenburg, auch Alt-Zwirkenberg) gesessen haben. Die neue Burg Zwirkenberg entstand im 13. Jahrhundert. Die Reste der Burg wurden 1784 abgebrochen.

## Beschreibung
Von der Burg sind ein Burghügel, Graben sowie ein kleiner Mauerrest erhalten geblieben. Diese Reste sind als Bodendenkmal registriert (D-7-8325-0030).